# Yosano
Yosano (与謝野町?) è una cittadina giapponese della prefettura di Kyōto.